# 巴斯萊克 (明尼蘇達州艾塔斯卡縣)
巴斯萊克（英語：Bass Lake）是位於美國明尼蘇達州艾塔斯卡縣沃特鎮區的一個非建制地區。

## 地理
巴斯萊克所處的海拔為高於海平面417米（即1368英呎），而該地所採用的時區為UTC-6，即北美中部時區（CST）。同時該地設有夏令時間，為UTC-6調快一小時，即UTC-5（CDT）。